# دشميات
الدشميات (الاسم العلمي: Gnomoniaceae)، فصيلة فطور من رتبة ديابورثيات. حُددة الفصيلة من قبل عالم النبات الألماني هاينريش جورج وينتر في عام 1886.